# Limenitis marcia
Limenitis marcia är en fjärilsart som beskrevs av Hans Fruhstorfer 1915. Limenitis marcia ingår i släktet Limenitis och familjen praktfjärilar. Inga underarter finns listade i Catalogue of Life.